# Беневский, Станислав Казимир
Станислав Казимир Беневский (пол. Stanisław Kazimierz Bieniewski; ?-1676) — польский государственный деятель, дипломат, луцкий городской писарь (с 1641), придворный королевский секретарь (1650), каштелян волынский (1655—1660) и воевода черниговский (1660—1676). Староста богуславский (с 1658), носовский (с 1664) и луцкий (с 1673).

## Биография
Представитель польского шляхетского рода Беневских герба «Радван». Сын Адама Беневского.
В 1641 году был писарем гродским луцким. В это время в канцелярии Станислава Беневского служил будущий правобережный гетман Павел Тетеря. В 1650 году Станислав Казимир стал королевским секретарём. С 1648 года выполнял дипломатические миссии. В 1654 году был депутатом в Радомском казначейском трибунале.
В 1655 году был избран депутатом сейма для выработки условий для «успокоения Украины». В 1658 году был комиссаром на переговорах с гетманом Иваном Выговским, результатом которых стал Гадячский договор. В 1667 году ездил в Москву для утверждения Андрусовского договора.
В 1673 году был делегирован в Казначейский трибунал для выплаты жалования войскам и установления ущерба, нанесенного Люблинскому воеводству.

## В произведениях искусства
- «Пламя гнева» — советский фильм 1956 года (в роли Беневского Александр Вертинский).